# Fatma Genç
Pour les articles homonymes, voir Genç (homonymie).
 (janvier 2019).
Si vous disposez d'ouvrages ou d'articles de référence ou si vous connaissez des sites web de qualité traitant du thème abordé ici, merci de compléter l'article en donnant les références utiles à sa vérifiabilité et en les liant à la section « Notes et références ».
Fatma Genç, née le 24 novembre 1988 à Utrecht, est une actrice néerlandaise, d'origine turque.

## Filmographie

### Téléfilms
- 2007-2011 : SpangaS : Irmak Sertkaya
- 2007 : Van Speijk : Aisha
- 2008 : Hou Holland schoon : Amina
- 2009 : De multi culti story : Fatima
- 2010 : Polizeiruf 110 : Yildiz Demirel
- 2010 : Biz : Esin
- 2011 : Seinpost Den Haag (nl) : Zehra Ozcan
- 2015 : Neue Natur: Art Girls Intern : Biosync

### Cinéma
- 2006 : Absolutely Positive : L'ami
- 2006 : 'n Beetje Verliefd (nl) : Meral
- 2009 : SpangaS op Survival (nl) : Irmak Sertkaya
- 2010 : Gangsterboys (nl) : Fatma
- 2014 : In the pit : Leyla Yilmaz